# Dona Prazeres
Maria dos Prazeres de Souza, conhecida como Dona Prazeres, é uma parteira e enfermeira brasileira.
Formou-se em Enfermagem em 1964, mas desde os 17 anos realizava partos seguindo a tradição de sua mãe e sua avó. Até o ano de 2008, realizou mais de 5.000 partos, nenhum deles com morte, em 52 anos de profissão. Foi a primeira presidenta da Associação das Parteiras Tradicionais e Hospitalares de Jaboatão dos Guararapes, fundada em 1994. Seu trabalho à frente da organização ajudou a formar um inventário das práticas tradicionais de obstetrícia e seu reconhecimento oficial.
Recebeu em 2008 o Diploma Bertha Lutz do Senado.
Em 2017 recebeu o título de Patrimônio Vivo de Pernambuco.